# Arjan Bosschaart
Arjan Bosschaart (Rotterdam, 19 oktober 1971) is een Nederlands voormalig voetballer. Hij speelde als aanvaller bij FC Zwolle. Aan het eind van het seizoen 2003/04 is hij gestopt met betaald voetbal. Hij heeft zijn debuut gemaakt op 7 september 1996 in een met 2–0 gewonnen wedstrijd tegen RBC. Acht dagen later maakte hij zijn eerste doelpunt in het betaalde voetbal.
Op 20 december 2003 heeft hij zijn laatste wedstrijd gespeeld voor FC Zwolle. Hij viel na 68 minuten in voor Ivar van Dinteren. De wedstrijd ging met 2–0 verloren, tegen N.E.C..

## Carrière
| Seizoen | Club      | Land      | Competitie     | Wed. | Goals |
| ------- | --------- | --------- | -------------- | ---- | ----- |
| 1996/97 | FC Zwolle | Nederland | Eerste divisie | 24   | 2     |
| 1997/98 | FC Zwolle | Nederland | Eerste divisie | 32   | 6     |
| 1998/99 | FC Zwolle | Nederland | Eerste divisie | 25   | 1     |
| 1999/00 | FC Zwolle | Nederland | Eerste divisie | 33   | 11    |
| 2000/01 | FC Zwolle | Nederland | Eerste divisie | 27   | 8     |
| 2001/02 | FC Zwolle | Nederland | Eerste divisie | 25   | 9     |
| 2002/03 | FC Zwolle | Nederland | Eredivisie     | 25   | 5     |
| 2003/04 | FC Zwolle | Nederland | Eredivisie     | 10   | 0     |
| Totaal  | Totaal    | Totaal    | Totaal         | 201  | 42    |

## Erelijst
| Nationaal               |    |         |
| Kampioen Eerste Divisie | 1x | 2001/02 |